# César Alonso de las Heras
César Alonso de las Heras (Villaralbo,  24 de diciembre de 1913 - Asunción, 3 de septiembre de 2004) fue sacerdote de la Congregación del Sagrado Corazón de Jesús de Betharram, conocidos en el Paraguay con el nombre de “Bayoneses”, propulsores del Colegio de San José, una de las más antiguas y tradicionales instituciones educativas de la capital paraguaya, formadora de una incontable pléyade de intelectuales y dirigentes nacionales.

## Primeros pasos
Realizó su bachillerato en Francia y allí adquirió el dominio del francés, idioma en el cual, desde muy joven, escribió sus primeros poemas; alguno de ellos le mereció correspondencia con Paul Claudel.

## Trayectoria
Llegó al Paraguay el 10 de febrero de 1940 y se incorporó al plantel de profesores del Colegio de San José, del cual fue director entre 1953 y 1959.
Junto a un profundo apostolado sacerdotal, desarrolló una larga y duradera labor pedagógica, sobre todo en la enseñanza de la lengua y la literatura castellanas.
Impulsó la refundación de la Academia Literaria del Colegio de San José y, en ella, asentó las bases de la Academia Universitaria-fundada primero como Círculo Literario, en 1946- en donde se formaron talentosos jóvenes que descollaron pronto en la producción intelectual, entre ellos Ricardo Mazó, José Luis Appleyard, Carlos Villagra Marsal, José María Gómez Sanjurjo, Ramiro Domínguez, Gustavo Gatti y Julio César Troche.
El padre Alonso desplegó además una intensa labor cultural personal, montando obras de teatro -dio a conocer los pasos de Lope de Rueda y traducciones de Molière-, creando él mismo, participando en la labor cultural del ambiente, dictando conferencias y sobre todo difundiendo la obra de autores como Claudel, García Lorca, André Gide, Jean Paul Sartre, Gabriel Miró, Juan Ramón Jiménez, Samuel Beckett, por citar sólo a los contemporáneos.
Recibió condecoraciones y reconocimientos entre las que destacan el nombramiento de caballero de la Orden de Isabel la Católica, otorgado por el gobierno español, y las “Palmes Academiques” del gobierno francés. En 1994, el gobierno paraguayo le otorgó la “Cruz de Comendador del Mérito Nacional” y el mismo año recibió el título de doctor honoris causa por la Universidad Nacional de Asunción. En 1997 fue premiado con la “Llama del Arte que nunca se apaga” por la entidad “Amigos del Arte” del Paraguay y ese mismo año, celebra, el 31 de octubre, sus bodas de diamante sacerdotales al cumplir 60 años de fructífera labor pastoral.
Perteneció al PEN Club Internacional, a la entidad cultural “Amigos del Arte”, al Instituto de Cultura Hispánica; es miembro de número de las Academias Paraguayas de la Historia y de la Lengua.
Realizó investigaciones sobre el Lago Ypacaraí, sus leyendas y su historia; sobre Domingo Martínez de Irala y sobre aspectos poco conocidos de las Misiones Jesuíticas del Paraguay.

## Obras
Su obra comprende los poemarios “María de Nazaret”, “Que cercano tu recuerdo”, “Silencio”, “Rosario y Vía Crucis”, “Antología”, “Navidad-Variaciones” y “Más que tú lo he deseado”; el misterio dramático “San Blas” y la obra teatral “Jalones de Gloria” sobre los cincuenta primeros años de historia del Colegio de San José. Es autor asimismo de una “Historia del Colegio de San Jos"Empieza el año"

## Últimos años
Dedicado a su labor espiritual, pero conservando hasta el fin de sus días su condición de animador e impulsor de tertulias y encuentros literarios y de mentor de jóvenes talentos literarios del Paraguay, falleció en Asunción, capital del Paraguay, en septiembre de 2004, pocos meses después de cumplir uno de sus sueños: participar de los festejos celebratorios del centenario de fundación del Colegio de San José.
La Municipalidad de Asunción le confirió, a propósito de esa celebración en julio de 2004, la condición de “Ciudadano Ilustre de la ciudad”, galardón de relevancia extraordinaria.